# Michał Kleofas Ogiński

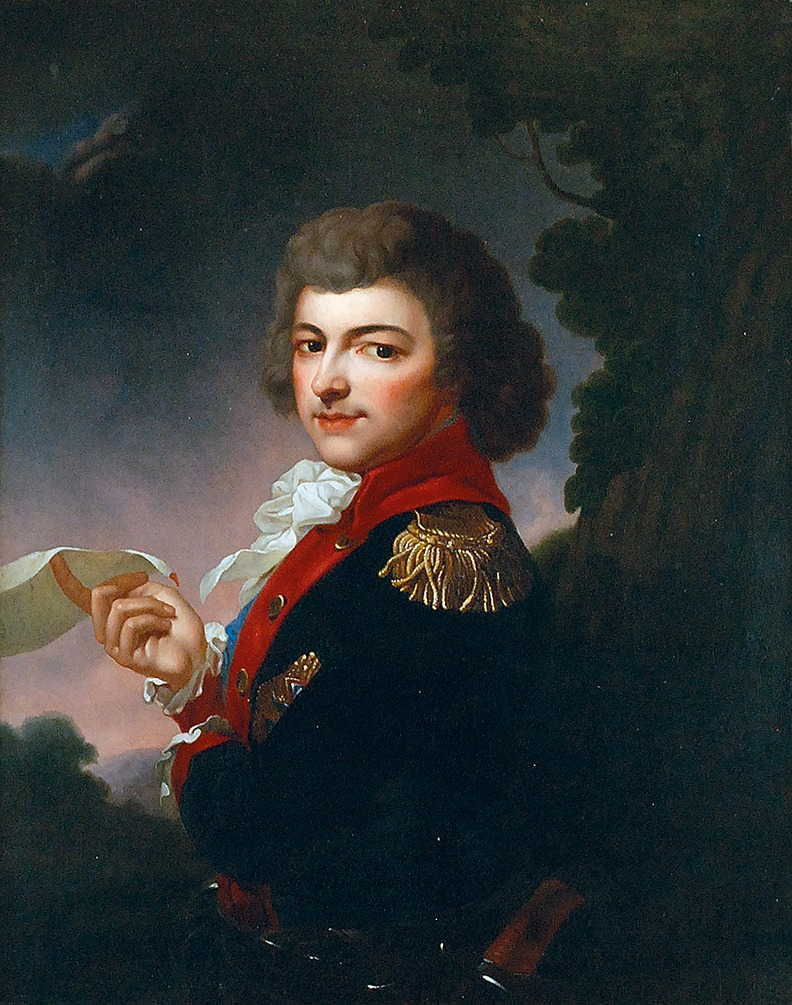
Josef Mathias Grassi: Michał Kleofas Ogiński, 1782–1792.

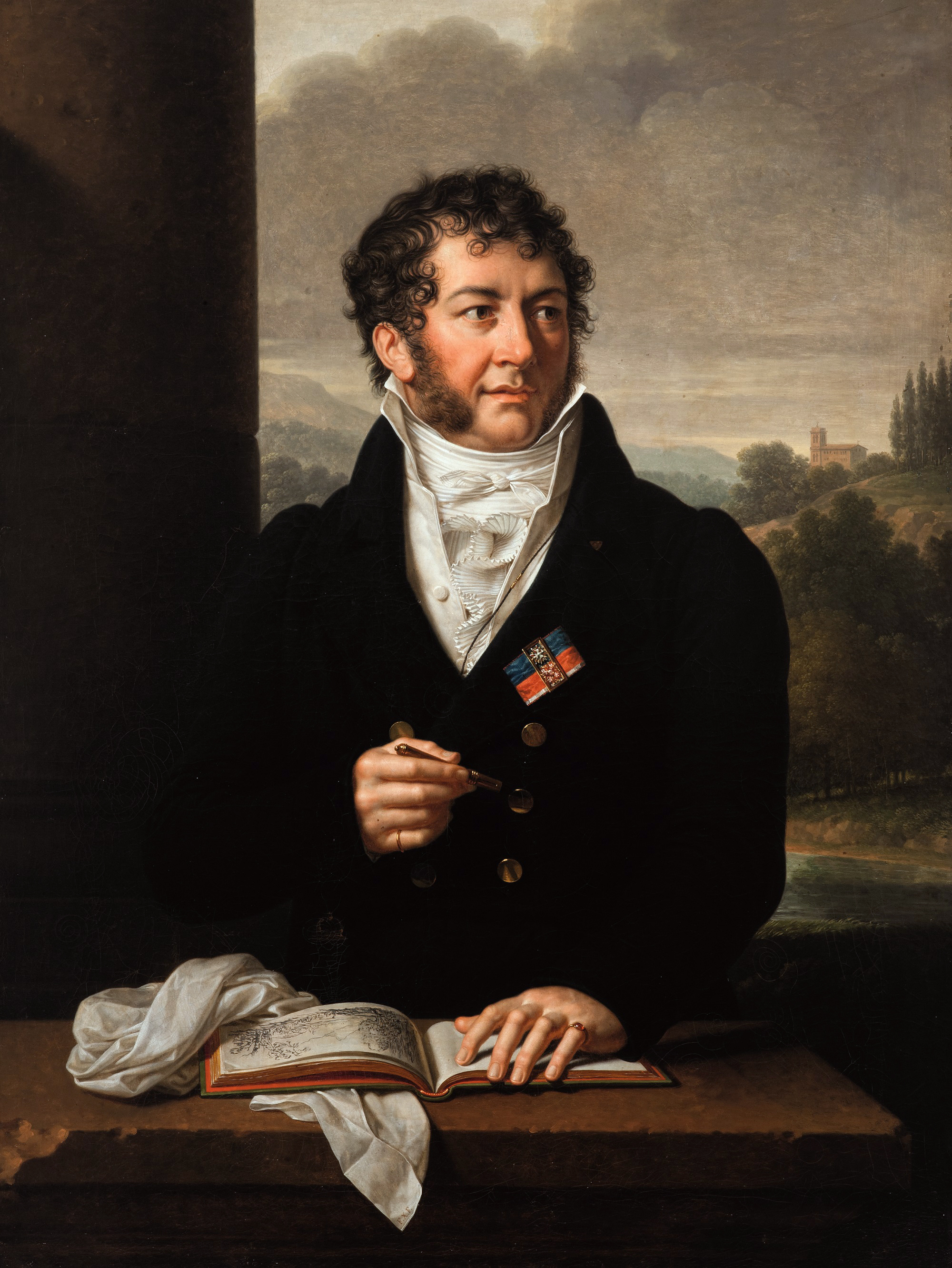
François-Xavier Fabre: Michał Kleofas Ogiński, 1805.

Fürst Michał Kleofas Ogiński, litauisch: Mykolas Kleopas Oginskis, belarussisch: Міхал Клеафас Агінскі (* 25. September 1765 in Guzów bei Żyrardów; † 15. Oktober 1833 in Florenz) war ein polnisch-litauischer Komponist, Politiker und Diplomat.

## Leben

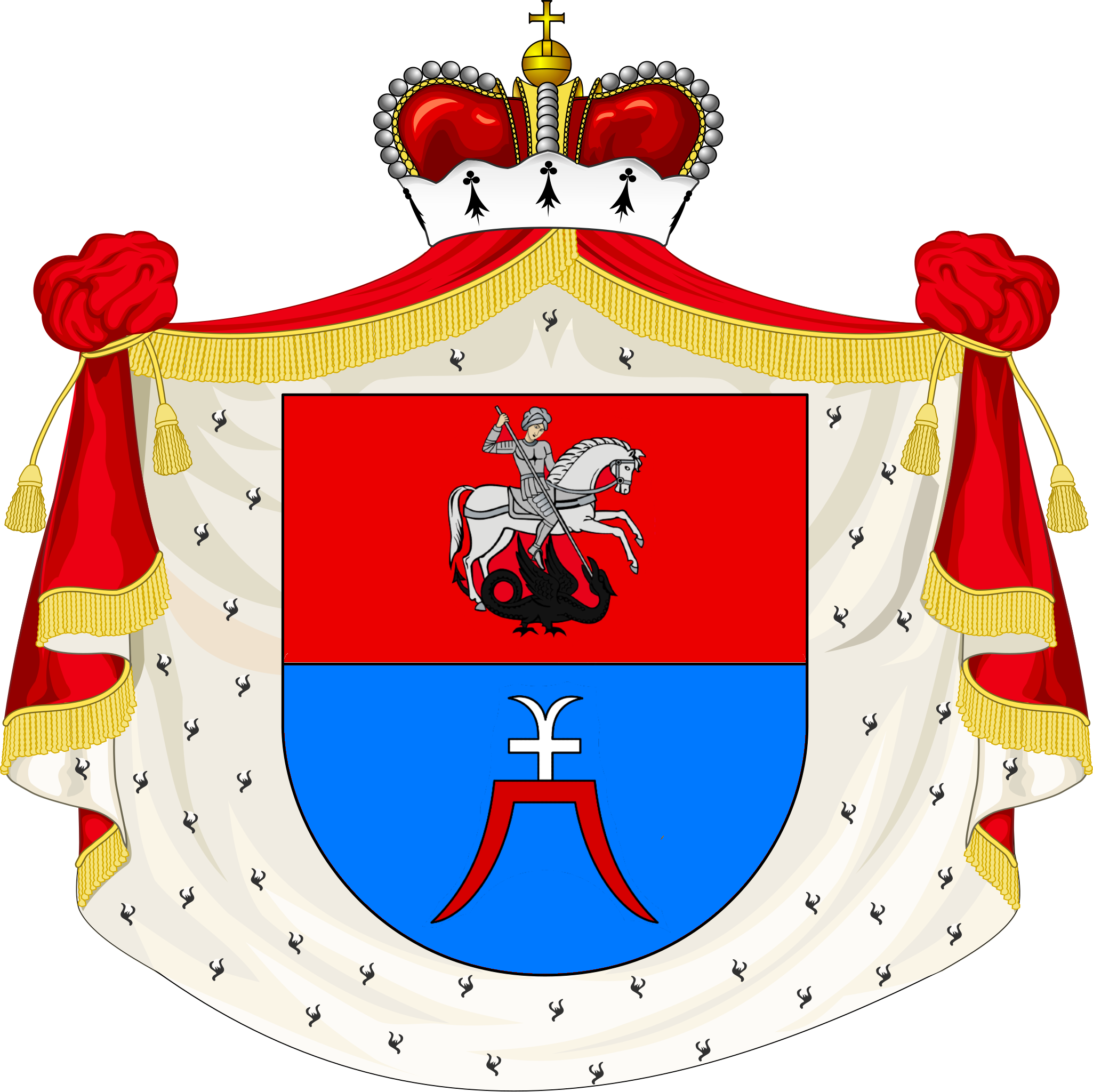
Ogiński-Wappen.

Ogiński entstammte einer reichen Magnatenfamilie. Er war ein Neffe von Michał Kazimierz Ogiński. 1786 wurde er Abgeordneter im polnischen Reichstag (Sejm). 1789/90 war er diplomatischer Vertreter Polen-Litauens in den Niederlanden und Großbritannien. 1793 wurde er Großschatzmeister des Großfürstentums Litauen, trat aber schon im folgenden Jahr zurück, um sich als Chef eines auf seine Kosten ausgerüsteten Jägerregiments am Kościuszko-Aufstand zu beteiligen. Nach dem unglücklichen Ausgang des Kampfes emigrierte er. Sein gesamtes Eigentum wurde von Russland und Preußen konfisziert. 1802 erlaubte ihm Kaiser Alexander I. die Rückkehr auf sein Landgut Zalesie bei Vilnius (Wilna). Darauf heiratete er Marija Nagurskaja. Nach dem Frieden von Tilsit begab er sich mit seiner Familie nach Frankreich und Italien, kehrte aber 1810 als Senator des Russischen Kaiserreichs und Geheimrat nach Polen zurück. 1815 wurde seine Ehe geschieden, und er reiste erneut nach Italien. 1817 trat er als Senator zurück. 1822 erkrankte er an Gicht. Von 1823 an lebte er in Florenz und widmete sich der Musik und der Komposition. 1831 veröffentlichte er ein Notenbuch mit mehr als 60 Werken. 1833 starb er in Florenz, wo er in der Kirche Santa Croce beigesetzt wurde.

## Werke
Ogiński war Violinist, spielte aber auch Clavichord und Balalaika. Um 1790 begann er Märsche und patriotische Lieder zu komponieren, die unter den Rebellen von 1794 populär wurden. Er schrieb gut zwanzig Polonaisen, dazu weitere Klavierstücke wie Mazurken, Romanzen und Walzer. Er liebte die französische und italienische Oper.
Sein bekanntestes Werk ist die Polonaise in a-Moll Pożegnanie Ojczyzny (Abschied vom Vaterland). Er schrieb sie, als er 1794 emigrieren musste. Aufgrund ihrer hingebungsvollen melancholischen Melodien und frei fantasierenden Passagen zählt sie zu den frühesten Stücken der Romantik. Obwohl für Klavier geschrieben, ist sie auch oft in Arrangements für Orchester zu hören.
Ogiński veröffentlichte Erinnerungen unter dem Titel Mémoires sur la Pologne et les Polonais depuis 1788–1815 (Paris 1826, 2 Bände; deutsch, Bellevue 1845).

## Ogiński auf Münzen und Briefmarken

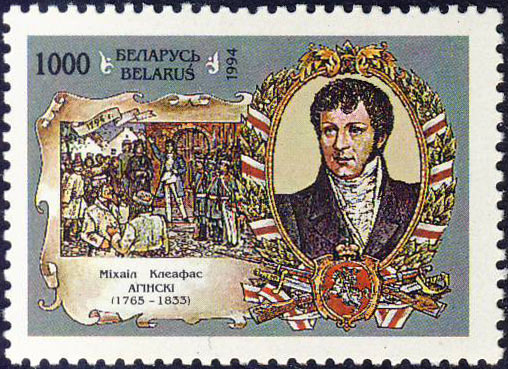
Belarus, 1000 Rubel, 1995.
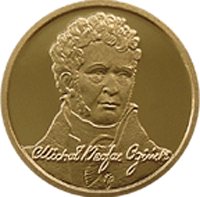
Belarus, 10 Rubel, 2011.
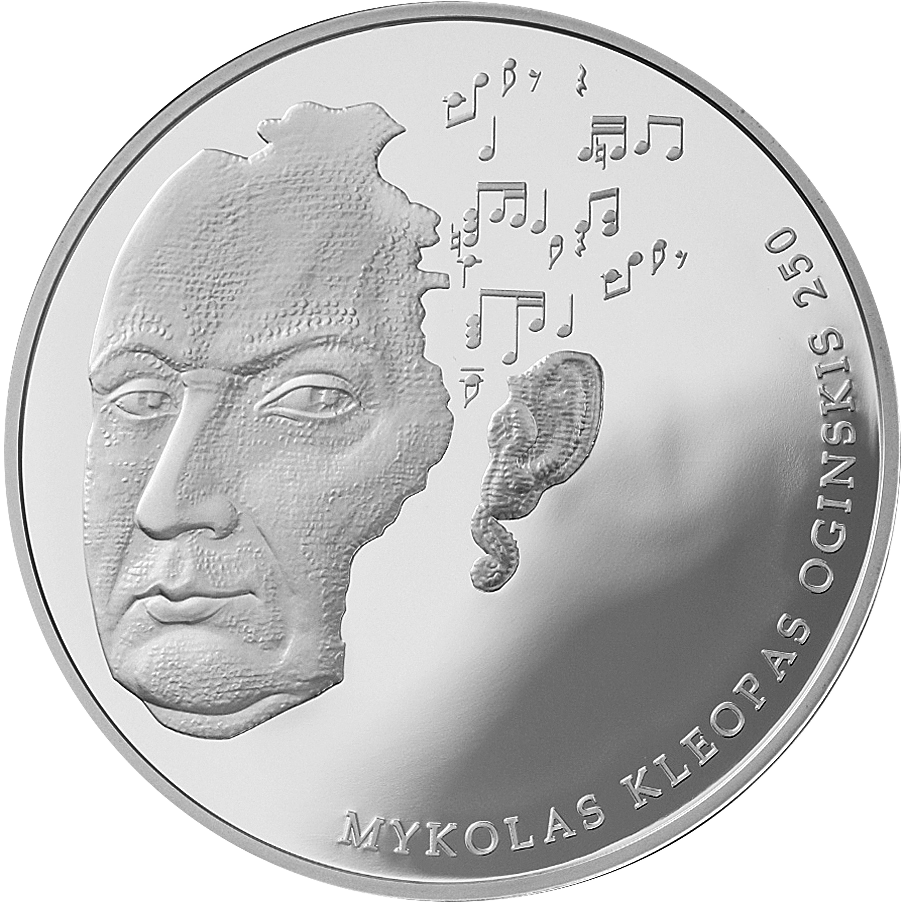
Litauen, 20 €, 2015.
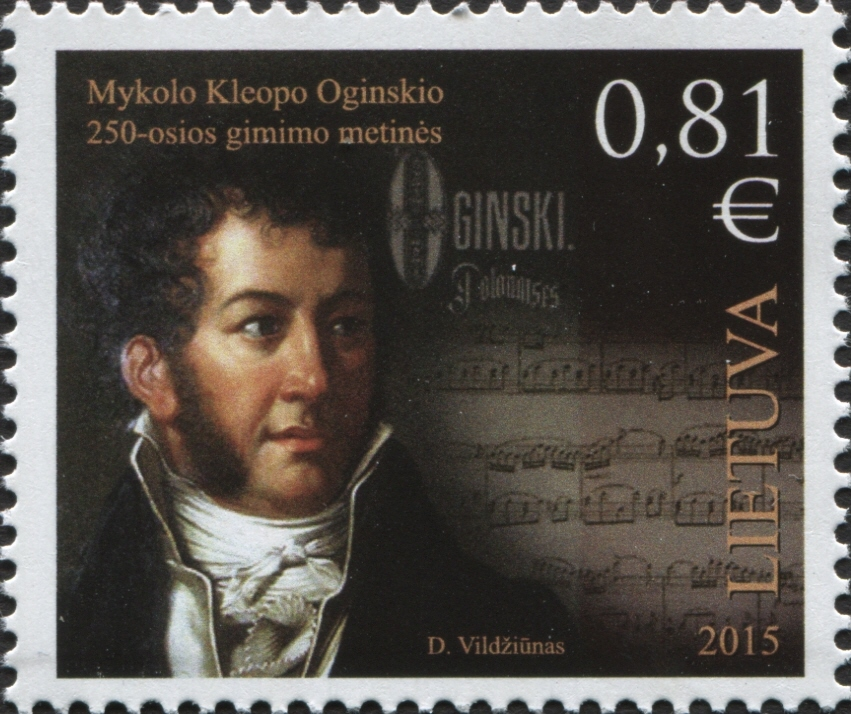
Litauen, 0,81 €, 2015.